# Asier Etxeandia
Asier Gómez Etxeandia (Bilbao, 27 juni 1975) is een Spaans acteur.

## Filmografie

### Film
Uitgezonderd korte films en televisiefilms.
| Filmografie als acteur |                                    |
| Jaar                   | Titel                              |
| 2004                   | La mirada violeta                  |
| 2006                   | El próximo oriente                 |
| 2007                   | Café solo o con ellas              |
| 2007                   | Las 13 rosas                       |
| 2009                   | Mentiras y gordas                  |
| 2009                   | Siete minutos                      |
| 2009                   | King Conqueror                     |
| 2011                   | El Capitán Trueno y el Santo Grial |
| 2012                   | Los días no vividos                |
| 2014                   | Musarañas                          |
| 2015                   | Ma ma                              |
| 2015                   | La novia                           |
| 2016                   | La puerta abierta                  |
| 2017                   | Llueven vacas                      |
| 2019                   | Dolor y gloria                     |
| 2019                   | Sordo                              |
| 2020                   | Nadie muere en Ambrosía            |

### Televisie
Uitgezonderd eenmalige (gast)rollen. 
| Filmografie als acteur |                      |                     |
| Jaar                   | Titel                | Aantal afleveringen |
| 2002                   | Un paso adelante     | 13 afleveringen     |
| 2004                   | Cuéntame cómo pasó   | 5 afleveringen      |
| 2005                   | Motivos personales   | 6 afleveringen      |
| 2008                   | Cuestión de sexo     | 3 afleveringen      |
| 2008-2009              | Herederos            | 22 afleveringen     |
| 2009-2010              | Los hombres de Paco  | 9 afleveringen      |
| 2012                   | La fuga              | 12 afleveringen     |
| 2013                   | Amar es para siempre | 33 afleveringen     |
| 2014-2016              | Velvet               | 47 afleveringen     |
| 2017                   | El final del camino  | 7 afleveringen      |
| 2017-2019              | Velvet Colección     | 21 afleveringen     |
| 2020                   | La línea invisible   | 5 afleveringen      |
| 2021                   | Sky Rojo             | 8 afleveringen      |

- Bibsys: 1579001846987
- Bibliothèque nationale de France: cb177143381 (data)
- Gemeinsame Normdatei: 1076343805
- International Standard Name Identifier: 0000 0001 3013 1632
- Library of Congress Control Number: no2016130521
- MusicBrainz: a639d8bb-f65e-4fac-97ac-6dc261661cf3
- Nationale Bibliotheek van Tsjechië: xx0259116
- Istituto Centrale per il Catalogo Unico: USSV016600
- Système universitaire de documentation: 192335324
- Virtual International Authority File: 25146285461215371770
- WorldCat: E39PBJy8xMmgGXPBhfqHKfPWjC